# Mikronemzetek listája
A mikronemzetek avagy mikroállamok olyan nemzetközileg nem elismert országok, országrészek, melyek rendszerint kis területűek, szuverenitását csak az őket kikiáltó kis csoport ismeri el.
A mikronemzetek létrehozásának motivációi közé tartozik az elméleti kísérletezés, a politikai tiltakozás, a művészi kifejezés, a személyes szórakoztatás és a bűncselekmények elkövetése.:4
A mikronemzetek helyzete bizonytalan. Előfordul, hogy az állam, amelynek a területén alakul, fellép ellene, esetleg megsemmisíti, ilyen volt például a Rózsa-szigeti Köztársaság, amelyet Olaszország 1969-ben katonai erővel megtámadott és létesítményeit felrobbantotta.
Az alábbi lista a jelenleg is létező mikronemzetek nevét és létrejöttének idejét tartalmazza, nem törekedve a teljesség igényére.

## Mikronemzetek listája
| Mikronemzet neve                                                 | Létrejötte                          |
| Aerica (Aerican Birodalom)                                       | 1987                                |
| Aeterna Lucina                                                   | 1978                                |
| Akhzivland                                                       | függetlenségét kikiáltotta 1970-ben |
| Amaroana                                                         | 1980                                |
| Atlantium                                                        | 1981                                |
| Austenasia                                                       | 2008                                |
| Avram                                                            | 1980                                |
| Brit Nyugat-Florida                                              | 2005                                |
| Bumbunga                                                         | 1976                                |
| Conch Köztársaság                                                | 1982                                |
| Copeman Birodalom                                                | 2003                                |
| Crete Empire (Krétai Császárság)                                 | 2020                                |
| Elleore                                                          | 1944                                |
| EnenKio                                                          | 1994                                |
| Filettino                                                        | 2011                                |
| Flandrensis                                                      | 2008                                |
| Forvik                                                           | 2008                                |
| Fredoniai Köztársaság                                            | 1826                                |
| Freedonia                                                        | 1997                                |
| Frestonia                                                        | 1977                                |
| Ganienkeh                                                        | 1974                                |
| Glacier Köztársaság                                              | 2014                                |
| Hutt River Hercegség                                             | 1970                                |
| Icaria                                                           | 1912                                |
| Jamtland Köztársaság                                             | 1963                                |
| Jugoszlávia („negyedik” Jugoszlávia, Mini-Jugoszlávia, Jugoland) | 2003                                |
| Kugelmugel                                                       | 1984                                |
| Ladonia                                                          | 1980                                |
| Lagoan-szigetek                                                  | 2005                                |
| Liberland                                                        | 2015                                |
| Marlborough                                                      | 1993                                |
| Melchizedek                                                      | 1986                                |
| Mercia                                                           | 2003                                |
| Minerva                                                          | 1973                                |
| Molossziai köztársaság                                           | 1977                                |
| Morac-Songhrati-Meads                                            | 1959                                |
| Naminara Köztársaság                                             | 2006                                |
| Neutferé Népköztársaság                                          | 2018                                |
| Észak-Dumpling-szigetek                                          | 1986                                |
| Észak-Szudáni Királyság                                          | 2014                                |
| Nova Roma                                                        | 1998                                |
| Outer Baldonia                                                   | 1950                                |
| Perloja                                                          | 1918                                |
| Ploiești Köztársaság                                             | 1870                                |
| Redonda                                                          | 1865                                |
| Rose-sziget                                                      | 1968                                |
| Orosz Birodalom                                                  | 2011                                |
| Saugeais                                                         | 1947                                |
| Sealand Hercegség                                                | 1967                                |
| Seborga Hercegség                                                | 1963                                |
| Szivárvány Köztársaság                                           | 2022                                |
| Talossa                                                          | 1979                                |
| Vikesland                                                        | 2005                                |
| Nyugat-Antarktisz                                                | 1989                                |
| Whangamomona Köztársaság                                         | 1989                                |
| Wirtland                                                         | 2008                                |
| Wy                                                               |                                     |

## Fordítás
- Ez a szócikk részben vagy egészben  a   List of micronations című angol Wikipédia-szócikk fordításán alapul.  Az eredeti cikk szerkesztőit annak laptörténete sorolja fel. Ez a jelzés csupán a megfogalmazás eredetét és a szerzői jogokat jelzi, nem szolgál a cikkben szereplő információk forrásmegjelöléseként.